# Pandi (Colombia)
Pandi è un comune della Colombia facente parte del dipartimento di Cundinamarca.
Il centro abitato venne fondato da Agustín De Chaves Garcia y Paredes nel 1793.